# Julian Vandervelde
Julian Vandervelde (Fresno, 7 ottobre 1987) è un giocatore di football americano statunitense che gioca nel ruolo di offensive guard per i Philadelphia Eagles della National Football League (NFL). Fu scelto nel corso del quinto giro (161º assoluto) del Draft NFL 2011 dagli Eagles. Al college ha giocato a football all'Università dell'Iowa.

## Carriera professionistica

### Philadelphia Eagles
Vandervelde fu scelto dai Philadelphia Eagles nel corso del quinto giro del Draft 2011. Debuttò come professionista nella settimana 10 contro gli Arizona Cardinals, non scendendo tuttavia più in campo per il resto della stagione. Dopo una parentesi con i Tampa Bay Buccaneers con cui non scese mai in campo, il 19 novembre 2012, Vandervelde firmò per tornare a far parte della squadra di allenamento degli Eagles.

## Vittorie e premi
Nessuno

## Statistiche
| Partite totali      | 9 |
| Partite da titolare | 0 |